# Adolf von Garßen
Adolf von Garßen (* 30. Oktober 1885 in Goslar; † 4. Januar 1946 im Internierungslager Vilvoorde bei Brüssel) war ein deutscher Richter und von 1932 bis 1945 Präsident des Oberlandesgerichts Celle.

## Leben
Sein Vater Georg von Garßen (1852–1923) war Bürgermeister in Goslar. Nach dem Ende des Ersten Weltkrieges, in dem v. Garßen als Oberleutnant gedient hatte, wurde er in verschiedenen richterlichen Funktionen in Hannover tätig, ehe er im Mai 1921 als Ministerialrat in das Preußische Justizministerium wechselte. Er war dort als Personalreferent auch für den Oberlandesgerichtsbezirk Celle tätig. Während seines Studiums wurde er Mitglied der Akademischen Verbindung Zaringia Freiburg.
Im März 1932 wurde er zum Präsidenten des Oberlandesgericht Celle ernannt. Er war einer von zwei Präsidenten reichsweit, die 1933 ihre Stellung behielten. Zum 1. Mai 1933 trat er in die NSDAP ein (Mitgliedsnummer 2.624.517) und war Mitglied des RDB und des BNSDJ.
Garßen hat nach Rüping nationalsozialistische „Inhalte für die Justizverwaltung mit umgesetzt, durch weitgehende Akzeptanz seine Ziele mitgetragen und bleibt in dieser Hinsicht verantwortlich“, wie die Behandlung des Senatspräsidenten Richard Katzenstein (1878–1942) oder des Oberlandesgerichtsrats Julius Sautter (1878–) zeigen.
In seiner Eigenschaft als Oberlandesgerichtspräsident nahm Garßen an der Tagung der höchsten Juristen des Deutschen Reiches am 23. und 24. April 1941 in Berlin teil, bei der Viktor Brack und Werner Heyde über die „Vernichtung lebensunwerten Lebens“ in den Gaskammern der Aktion T4 informierten.
Am 12. April 1945 wurde er durch die Britischen Militärbehörden inhaftiert, da eine Mitverantwortung für das Konzentrationslager Bergen-Belsen angenommen wurde. Er starb 1946 im Feldlazarett.

### Aufsätze
- Matthias Blazek: Als Antisemit am Celler Gericht – OLG-Präsident Adolf von Garßen muss 1934 zweimal auf Hitler vereidigt werden. Sachsenspiegel, Cellesche Zeitung vom 9. März 2024.